# Xiao Sa
Xiao Sa 蕭颯 (auch: Hsiao Sa), eigentl. Xiao Qingyu 蕭慶餘, (* 4. März 1953 in Taibei 台北) ist eine chinesische bzw. taiwanische Autorin.

## Leben
Ihre Familie stammt ursprünglich aus Nanjing in der Provinz Jiangsu auf dem chinesischen Festland. Nachdem ihre Mutter einen Soldaten geheiratet hatte, folgte sie ihm in die Provinz Sichuan. Im Alter von ungefähr fünf Jahren erfuhr Xiao Sa, dass sie als kleines Mädchen adoptiert worden war und sie begann später, nach ihren leiblichen Eltern zu suchen. Von ihren Adoptiveltern erfuhr sie, dass sie ursprünglich aus einer kinderreichen Familie stammte und ihre leiblichen Eltern nicht genug finanzielle Mittel hatten, sich ausreichend um sie zu kümmern. Im Alter von zwölf Jahren entschied sie sich für den Künstlernamen Xiao Sa. Das chinesische Zeichen sa 颯 bezeichnet unter anderem das Geräusch des Windes.
In der Adoptivfamilie blieb sie Einzelkind und besuchte die Pädagogische Hochschule für Mädchen (Taibei shili nüshi zhuan 臺北市立女師專) in Taibei, wo sie 1973 mit 21 Jahren ihren Abschluss machte. Seitdem arbeitet sie als Grundschullehrerin, unter anderem im Stadtteil Danshui im Norden Taibeis. Bereits im Alter von sechzehn Jahren begann sie mit dem Schreiben und noch vor ihrem Schulabschluss wurde im Jahr 1972 ihre erste Sammlung von Kurzgeschichten „Der lange Damm“ (Chang di 長堤)veröffentlicht.
1976 heiratete sie den Regisseur Zhang Yi 張毅 (* 1951), sie bekamen 1980 eine Tochter und trennten sich 1986. Auch nach der Trennung arbeiteten sie weiterhin zusammen und schrieben beispielsweise gemeinsam Drehbücher. Ab 1995 war sie vorrangig im Bereich Film und Fernsehen tätig. Zwar wurden einige Erzählungen, darunter „My Son, Hansheng“ und „My Relatives in Hongkong“ bereits ein Jahr nach Erscheinungsdatum in Taiwan ins Englische übersetzt und in der Literaturzeitschrift The Taipei Chinese PEN veröffentlicht, doch darüber hinaus gibt es nur wenige Übersetzungen ihrer Werke, so dass sie in westlichen Ländern fast unbekannt ist.

## Preise und Auszeichnungen
Xiao Sa ist in Taiwan wie auf dem Festland bekannt und gehört zu den wichtigsten Autorinnen der 1980er und 1990er Jahren in Taiwan. Sie zählt zu den sogenannten „new-generation-writers“ (xin shidai zuojia 新時代作家). Sie bekam im Laufe ihrer bisherigen Karriere zahlreiche Preise. Mit Beginn der 1980er Jahre fanden zahlreiche gesellschaftliche Umwälzungen in Taiwan statt, was eine Fülle von literarischen Neuerscheinungen nach sich zog. Diese wurde von den beiden großen konkurrierenden Zeitungen United Daily News (Lianhe bao 聯合報) und China Times (Zhongguo shibao 中國時報) gefördert (diese Zeitung wird als der Chinesischen Nationalpartei (Guomindang 國民黨, früher Kuomintang, engl. Chinese Nationalist Party) nahestehend angesehen und als konservativ eingestuft, während die China Times eher liberal gesinnt ist). Die sogenannten fukan 副刊 („Beilage“, auch wenxue fukan 文學副刊, „Literaturbeilage“) erfreuten sich zu dieser Zeit einiger Beliebtheit. So gab es im Jahr 1985 15 verschiedene Literaturbeilagen, 13 Literaturmagazine und 19 Lyrikmagazine. Beide Zeitungen investierten in die Autorinnen der Babyboomgeneration und förderten jährliche Literaturwettbewerbe, öffentliche Lesungen, Workshops, Foren und Jugendlager. Der Fokus lag auf jungen, noch unbekannten Autoren, so dass Historiker diese Zeit später als „‘Taiwan woman authorship’ period“ bezeichneten. Da Xiao Sa diese Kriterien erfüllte, wurde sie durch die United Daily News gefördert, die maßgeblich zu ihrem Ruhm beitrug und sie bekannt machte. Sie erhielt 1979 den Literaturpreis für die Kurzgeschichte Wo er Hansheng 我兒漢生 („Mein Sohn Hansheng“). Ein Jahr darauf gewann sie wiederum den ersten Preis für Xiafei zhi jia 霞飛之家 („Die Familie aus Xiafei“). 1981 folgte ein Preis der Chinesischen Gesellschaft für Literatur und Kunst (Zhongguo wenji xiehui wenyi jiang 中國文藝協會文藝獎). 1984 erhielt sie für Xiao Ye 小葉 („Wie ein Blatt im Wind“) den Literaturpreis der konkurrierenden China Times.
Mit dem Boom der Literaturbranche ging die Entwicklung des Taiwan New Cinema eng einher. Viele Erzählungen und Romane namhafter Autorinnen wurden verfilmt, unter anderem auch einige von Xiao Sa. Beim Golden Horse Film Festival (Jin ma jiang 金馬獎), das bereits seit 1962 jährlich in Taibei stattfindet, erhielt sie 1985 zusammen mit ihrem Mann den Preis für das beste Drehbuch für Wo zheyang guo le yi sheng 我這樣過了一生 („So habe ich gelebt“, basierend auf Xiafei zhi jia). 1986 wurden die ersten beiden Verfilmungen ihrer Geschichten ausgestrahlt, nämlich Wo de ai 我的愛 („Meine Liebe“), basierend auf Weiliang de ai 唯良的愛 („Weiliangs Liebe“) und Wo er Hansheng, beide unter der Regie von Zhang Yi. Insgesamt wurden bisher fünf ihrer Geschichten verfilmt.

## Werke
Xiaos Werke beschäftigen sich in realistisch-nüchternem Stil vorrangig mit Themen wie Familie, Identität und Erwachsenwerden. Die Suche nach Glück und Liebe steht immer wieder im Mittelpunkt des Lebens ihrer Protagonisten und auf der Suche nach sich selbst stellen diese traditionelle Rollenmuster ebenso in Frage wie kapitalistisch-moderne Lebensentwürfe. Außer Erzählungen, Kurzgeschichten und Romanen schrieb sie auch Drehbücher, wie das zum Fernsehdrama Gū liàn huā 孤戀花 (engl. Love's Lone Flower) von 2005 nach Bai Xianyongs gleichnamigen Roman von 1970.
| Jahr | Titel                                                  | deutsche Übersetzung                                                                           |
| ---- | ------------------------------------------------------ | ---------------------------------------------------------------------------------------------- |
| 1972 | Chang di 長堤                                          |                                                                                                |
| 1977 | Riguang yejing 日光夜景                                |                                                                                                |
| 1978 | Erdu miyue 二度蜜月                                    | enthält: Guo lao taitai de gunrao 郭老太太的困擾 (Die Probleme der alten Frau Kuo)             |
| 1980 | Sile yige guozhong nüsheng zhihou 死了一個國中女生之後 | enthält: Xiao Ye 小葉 (Wie ein Blatt im Wind)                                                  |
| 1981 | Wo er Hansheng 我兒漢生                                |                                                                                                |
|      | Xiafei zhi jia 霞飛之家                                |                                                                                                |
|      | Ru meng ling 如夢令                                    |                                                                                                |
| 1983 | Aiqing de jiaojie 愛情的孝節                           |                                                                                                |
| 1984 | Shaonian Ah Xin 少年的阿辛                             |                                                                                                |
|      | Xiao Zhen yisheng de aiqing 小鎮醫生的愛情             |                                                                                                |
| 1986 | Weiliang de ai 唯良的愛                                | enthält: Gei qian fude yifeng xin 給前夫的一封信 (Brief an jemanden, der einmal mein Mann war) |
| 1987 | Fan xiang zhaji 返鄉劄記                               |                                                                                                |
|      | Zou guo congqian 走過從前                              |                                                                                                |
| 1989 | Aiqing de yanse 愛情的顔色                             |                                                                                                |
|      | Ruhe baituo zhangfu de fangfa 如何擺脫丈夫的方法       |                                                                                                |
| 1993 | Dansheng Yihui 單生薏薏                                |                                                                                                |
| 1995 | Jiedahuanxi 皆大歡喜                                   |                                                                                                |
| 2015 | Niguang de taibei 逆光的臺北                           |                                                                                                |